# Tales from the Loop
Tales from the Loop (en español: Historias del Bucle) es una serie estadounidense de televisión web del género de ciencia ficción, inspirada en las ilustraciones neofuturistas y surrealistas del artista y diseñador sueco Simon Stålenhag, publicadas principalmente en el libro de arte narrativo homónimo. La serie se estrenó en el servicio de streaming Amazon Prime Video el 3 de abril de 2020. La primera temporada consta de ocho episodios que se estrenaron simultáneamente.

## Argumento
Según la premisa oficial, Tales from the Loop explora las situaciones cotidianas y sucesos extraordinarios de la gente que vive encima del Bucle, una máquina construida para desbloquear y explorar los misterios del universo, haciendo posible cosas que antes estaban relegadas a la ciencia ficción. Las historias son independientes, pero están todas interconectadas. Cada episodio adopta el punto de vista de uno de los residentes de la ciudad y se centra en un concepto científico o teórico, véase: viajes en el tiempo, mundos paralelos o vida artificial. A su vez, profundiza en las emociones humanas como el miedo, el amor, la percepción del paso del tiempo o el sentido de la protección.
Tales from the Loop difiere de otras series de televisión web recientes y de temática similar como Black Mirror (que trata explícitamente de las consecuencias negativas no deseadas de la tecnología digital) por su enfoque sobre la tecnología. En Tales from the Loop cualquier tecnología permanece en gran parte en segundo plano, sin interferir nunca con las narraciones humanas, además de mantener un enfoque sobre la tecnología analógica apropiada para la época. También refleja cómo los personajes lidian con grandes cuestiones éticas y emocionales a lo largo de sus interacciones con esa tecnología.

## Producción
El 17 de julio de 2018 se publicó que Amazon había iniciado la producción de una primera temporada de una serie web basada en el libro de arte narrativo neofuturista homónimo de Simon Stålenhag. Los productores ejecutivos incluyeron a Matt Reeves, Adam Kassan, Rafi Crohn, Nathaniel Halpern, Mark Romanek, Mattias Montero, Johan Lindström y Samantha Taylor Pickett. Las compañías de producción involucradas con la serie fueron 6th & Idaho, Indio, Amazon Studios y Fox 21 Television Studios.

## Música
La serie emplea principalmente el tema de piano sobrio del compositor Philip Glass (interpretado por el pianista Paul Leonard-Morgan) en los momentos emocionales y tranquilos más que ser un leitmotiv de la magia tecnológica o la acción intensa.

## Reparto

### Principal[7]
| Actor/Actriz             | Personaje     |
| ------------------------ | ------------- |
| Daniel Zolghadri         | Jakob         |
| Rebecca Hall             | Loretta       |
| Paul Schneider           | George        |
| Duncan Joiner            | Cole          |
| Ato Essandoh             | Gaddis        |
| Nicole Law               | May           |
| Jonathan Pryce           | Russ          |
| Jane Alexander           | Klara         |
| Tyler Barnhardt          | Danny Jansson |
| Roger Clown              | Lenny         |
| Stefanie Estes           | Sarah         |
| Tatiana Latreille        | Lauren        |
| Christin Park            | Stacey        |
| Dan Bakkedahl            | Ed            |
| Dominic Rains            | Lucas         |
| Lauren Weedman           | Kate          |
| Abby Ryder Fortson       | Loretta       |
| Danny Kang               | Ethan         |
| Robert Nahum Allen       | Logan         |
| Victor J. Ho             | Zhi           |
| Alessandra de Sa Pereira | Beth          |
| Jodi Lynn Thomas         | Clara         |

## Recepción
El día de su estreno RottenTomatoes otorgaba a toda la temporada una calificación del 71 % entre los críticos. En Metacritic el día de su estreno tenía una puntuación de 68.
Ars Technica describe la serie como: «Visualmente fascinante, con poderosas actuaciones de un elenco muy talentoso, y saca a relucir la humanidad subyacente y la esperanza de toda la gran ciencia ficción».